# Karl Buzengeiger (Jurist)
Karl Ernst Bernhard Buzengeiger (* 18. Februar 1872 in Gutach; † 28. Dezember 1948 in Konstanz) war ein deutscher Jurist. Er war von 1930 bis 1937 Präsident des Oberlandesgerichts Karlsruhe.

## Leben

### Herkunft und Ausbildung
Buzengeigers Geburtsort Gutach an der Schwarzwaldbahn ergab sich eher zufällig, denn sein Vater war unter anderem im Amt eines Bahnbaurates mit dem Bahn- und Flussbau beschäftigt und wechselte ständig den Dienstort. So war er in Gutach z. B. als Bahninspektor am Bau der Schwarzwaldbahn beteiligt. Nach Buzengeigers bestandenem Abitur im Jahr 1890 am Gymnasium Heidelberg fing er im Wintersemester des gleichen Jahres ein Studium der Rechtswissenschaften an der Universität Heidelberg an, welches er jedoch 1891 für einen einjährigen Freiwilligendienst im Infanterie-Regiment 110 unterbrach. Anschließend nahm er sein Studium wieder auf und setzte es von 1892 bis 1894 zunächst in Berlin und später in Heidelberg fort, wo er sein erstes juristisches Staatsexamen mit der Note hinlänglich (vglb. mit ausreichend) ablegte. Seit 1891 gehörte er der schwarzen Verbindung Vineta Heidelberg (seit 1909 Burschenschaft Vineta Heidelberg) an.
Buzengeiger war bei verschiedenen Gerichten und Behörden des Großherzogtums Baden als Rechtspraktikant eingesetzt und bestand 1898 das zweite Staatsexamen mit der Note gut als zweiter von 63 Kandidaten.
Im Februar 1932 verlieh ihm die Universität Freiburg die Würde eines Doktors beider Rechte ehrenhalber (Dr. jur. h. c. d.)

### Berufsweg
Nach beiden bestandenen Staatsexamen trat Buzengeiger im Jahr 1899 in den öffentlichen Dienst als Sekretär im Justizministerium in Karlsruhe ein. Er wechselte 1900 als Richter an das Amtsgericht Karlsruhe und stieg 1905 zum Oberamtsrichter auf. Im Jahr 1906 wechselte er als Landgerichtsrat zum Landesgericht Karlsruhe und wurde 1914 Oberlandesgerichtsrat am Oberlandesgericht Karlsruhe. Als der Erste Weltkrieg ausbrach, wurde er als Feldjustizbeamter einberufen und übernahm 1916 die Funktion des Leiters der Rechtsabteilung beim Generalkommando des XIV. Armee-Korps, zuletzt war er Militärrichter im Rang eines Oberkriegsgerichtsrats. Nach dem Krieg kehrte er zurück an das Oberlandesgericht Karlsruhe und stieg zum Senatspräsidenten auf.    
Der angesehene Richter wurde mit Wirkung vom 1. Januar 1930 zum Präsidenten des Karlsruher Oberlandesgerichts berufen. Nach seiner Pensionierung im Jahr 1937 war er von 1940 bis 1944 wegen kriegsbedingter Wiederverwendung auf einer Senatspräsidentenstelle am Oberlandesgericht tätig.   

### Oberlandesgerichtspräsident im Nationalsozialismus
Buzengeiger war bereitwilliger Erfüllungsgehilfe der nationalsozialistischen Gleichschaltung. Er wurde Mitglied nationalsozialistischer Vereinigungen wie des NS-Rechtswahrerbundes, der NS-Volkswohlfahrt, des Reichsluftschutzbundes, des NS-Reichskriegerbundes Kyffhäuser und der Akademie für Deutsches Recht. Im März 1933 beurlaubte er auf Befehl des NS-Regimes alle jüdischen Richter. Bald darauf entfernte der Unrechtsstaat – ohne Widerspruch Buzengeigers – mit Änderung des Berufsbeamtengesetzes insgesamt 24 Richter jüdischer Herkunft im Oberlandesgerichtsbezirk Karlsruhe aus dem Dienst. 
Im Rahmen der sogenannten Verreichlichung wurde die badische Justiz 1934 dem Berliner Reichsjustizministerium unterstellt. Dadurch wurde ein Teil des aufgelösten Karlsruher Ministeriums auf die Verwaltungsabteilung des Oberlandesgerichts verlagert, und Buzengeiger wurde unter anderem Vorsitzender des Justizprüfungsamtes Karlsruhe.  
Auf dem Badischen Juristentag in Karlsruhe im April begrüßte er die geglückte Ausschaltung der Weimarer Demokratie durch Aufrichtung des Führerprinzips und verkündete: „Unaufhaltsam führt uns die neuste deutsche Geschichte unter der Führung Adolf Hitlers zum Ziel der völkischen Einheit und der Rechtseinheit des deutschen Volks.“ Ein paar Wochen später schlug er die Aufstellung einer Hitler-Büste im Sitzungssaal vor und beantragte für sein Dienstzimmer die Anschaffung eines größeren gerahmten Hitler-Porträts. Anlässlich der im Juni 1936 eingeführten Verpflichtung, den Reichsadler mit Hakenkreuz auf der Amtstracht der Justizbediensteten zu tragen, lud er zu einer Feier im Schwurgerichtssaal des Karlsruher Landgerichts ein. Buzengeigers hörige Haltung dürfte maßgeblich durch den Nationalsozialisten Heinrich Reinle, welcher ab 1935 Senatspräsident am OLG Karlsruhe war, bestimmt worden sein.  
Kurz vor Buzengeigers Pensionierung forderte der Stab des Stellvertreters des Führers in München im Frühjahr 1937 eine Beurteilung über die politische Zuverlässigkeit an. Daraufhin berichtete die Gauleitung der NSDAP-Baden in Karlsruhe, dass sich Buzengeiger zurückhaltend zeige und die Anordnungen von Staat und Partei als gewissenhafter Beamter wohl formell durchführe, jedoch zu keinem offenen Bekenntnis zur NS-Weltanschauung fähig sei.   
Buzengeiger trat 1937 in den Ruhestand und erhielt von Reichsjustizminister Franz Gürtner ein Dankschreiben. Doch Anfang Mai 1940 meldete sich Buzengeiger mit der Bereitschaft zu kriegsbedingter Wiederverwendung zurück und erhielt eine Senatspräsidentenstelle am Oberlandesgericht. Damit unterstand er seinem Nachfolger Heinrich Reinle. Im September 1944 wurde seine Wohnung im Hause Akademiestraße 69 zerstört und er verletzte sich selbst leicht am Kopf, sodass er den Justizdienst endgültig verließ.   
Die Spruchkammer stufte Buzengeiger im Juli 1948 als Mitläufer ein und verhängte eine Sühnezahlung von 300 DM. Jedoch verstarb er in Konstanz vor Rechtskraft des Spruchs.

## Auszeichnungen
- Badische Jubiläumsmedaille (1902)
- Eisernes Kreuz II. Klasse (1914)
- Ritterkreuz mit Schwertern vom Zähringer Löwen I. Klasse (1914)
- Ehrenkreuz für Kriegsteilnehmer am Ersten Weltkrieg (1934)
- Treudienst-Ehrenzeichen (1938 und 1941)
- Kriegsverdienstkreuz II. Klasse (1945)